# ماكسيم ستيبانوف
ماكسيم فولوديروفيتش ستيبانوف (بالأوكرانية: Максим Володимирович Степанов) (18 أغسطس 1975) هو سياسي أوكراني كان وزير الصحة في أوكرانيا من 30 مارس 2020 حتى 18 مايو 2021.

## السيرة الشخصية
ولد ماكسيم ستيبانوف في سكوفورودينو في جمهورية روسيا الاتحادية الاشتراكية السوفياتية. في عام 1998 تخرج من جامعة دونيتسك الطبية الوطنية في تخصص أمراض النساء والتوليد في دونيتسك. في عام 2004، التحق بجامعة كييف الاقتصادية الوطنية وتخصص في الاقتصاد الدولي. يتحدث الإنجليزية بطلاقة.
كان والد ستيبانوف، فولوديمير ستيبانوف، نائبًا في مجلس مدينة سلوفينسك كعضو في حزب المناطق في أبريل 2014. صوّت لتأسيس جمهورية دونيتسك الشعبية في استفتاءات وضع دونباس لعام 2014، ولكن وفقًا لابنه هو اضطر للقيام بذلك. أقام والدا سلوفيانسك ستيبانوف خلال حصار كييف، لكنهما عادوا إلى سلوفينسك بعد أن استعادتها القوات الأوكرانية[بحاجة لمصدر].

## الوظائف التي حصل عليها
1- 1999 إلى 2001، كان نائب المدير العام للغاز الأوكراني «غاز أوكرانيا» في نفتوجاز الأوكرانية.
2- 2001-2003 - نائب مدير عام CJSC «الشركة الصناعية والمالية» Viche.
3- في 2003-2004 عمل في مصلحة الضرائب الحكومية في أوكرانيا.
4- في الفترة من 2008-2010، كان ستيبانوف النائب الأول لرئيس إدارة ولاية أوديسا الإقليمية لميكولا سيرديوك. عندما وصل فيكتور يانوكوفيتش إلى السلطة، تم إطلاق سراح ستيبانوف مع سيرديوك.
5- بعد ذلك، شغل ماكسيم ستيبانوف منصب مدير المؤسسة الحكومية «مركز الدولة الأوكرانية لخدمات النقل» ليسكي.

## مدير مصنع بوليغراف التابع للدولة أوكرانيا
عام 2011 إلى عام 2016 ، كان ستيبانوف مسؤولًا عن مصنع بوليغراف التابع للمؤسسة الحكومية أوكرانيا"، والذي ينتج نماذج من المستندات الرسمية. نجح ستيبانوف، بصفته مديرًا لمؤسسة مملوكة للدولة، في القضاء على احتكار EDAPS لطباعة جوازات السفر والوثائق الأخرى التي تخضع حاليًا لأعمال مؤسسة بوليغراف التابعة للدولة. من بين مؤشرات الربح لعام 2011 ، زاد 3 ملايين غريفنا أرباحه إلى 172 مليون غريفنا في عام 2015 ، ونحو 300 مليون غريفنا في عام 2016. خلال هذه الفترة، أنشأ مصنع بوليغراف "أوكرانيا" ورشتي عمل جديدتين، بالإضافة إلى إطلاق منتجات جديدة - القياسات الحيوية جواز سفر وبطاقة هوية وتم اعتماده وفق خمسة معايير دولية.

## رئيس إدارة الولاية الإقليمية أوديسا
فاز ماكيسم ستيبانوف في منافسة مفتوحة لمنصب حاكم منطقة أوديسا بعد استقالة ميخائيل ساكاشفيلي وإقالته. في 21 ديسمبر 2016، وافق مجلس الوزراء على تعيين ستيبانوف رئيسًا لإدارة ولاية أوديسا الإقليمية. تولى منصبه رسميًا في 12 يناير 2017. في اليوم نفسه، قال الرئيس الأوكراني بيترو بوروشنكو: «إنني مقتنع بأن قراري اليوم بتعيين شخص فاز بالمسابقة، ماكسيم ستيبانوف رئيسًا لإدارة الدولة الإقليمية، هو القرار الصحيح. شخص حاصل على تعليمين عاليين ليس شخصًا جديدًا في أوديسا أوبلاست، لديه خبرة بصفته النائب الأول لرئيس إدارة الدولة الإقليمية، شخص يميل إلى العمل هنا، ولكن ليس للسفر إلى الخارج، شخص مصمم على تحمل التزامات واضحة...». قام الرئيس بوروشنكو بإقالة ستيبانوف في 6 أبريل 2019 (المرسوم الذي أقاله لم يوضح سبب ذلك). ومع ذلك، رفض ستيبانوف التنحي مدعيًا أن الرئيس قد تجاوز سلطته (وفقًا للقانون الأوكراني، يتم تعيين رئيس إدارات الدولة الإقليمية من قبل الرئيس بناءً على تقديم مجلس الوزراء الأوكراني لفترة ولاية الرئيس للولاية). في 10 أبريل، صادق مجلس الوزراء الأوكراني على مرسوم إقالة ستيبانوف. ادعى ستيبانوف أنه تم فصله لأنه لم يرفض دفع الإعانات الاجتماعية للسكان المحليين (ما يسمى ب «الموارد الإدارية») لمساعدة تغييرات بوروشنكو في الانتخابات الرئاسية الأوكرانية في 31 مارس 2019. لم يطعن ستيبانوف في استقالة 10 أبريل هذه نظرًا لأن«الإجراء مؤيد».

## وزير الصحة
في 30 آزار/مارس 2000 عُين ماكسيم ستيبانوف وزيراً للصحة في حكومة شميهال. في الانتخابات المحلية الأوكرانية في أكتوبر 2020، وُضع ستيبانوف في المرتبة الأولى على قائمة انتخابات مجلس أوديسا أوبلاست لحزب خادم الشعب في 14 مايو 2021، أرسل رئيس الوزراء دينيس شميهال طلبًا لإقالة ستيبانوف كوزير في البرلمان الأوكراني. وفقًا لرئيس فصيل خادم الشعب دافيد أراخاميا، كان سبب استقالة ستيبانوف هو معدل التطعيم غير المرضي في جائحة مرض فيروس كورونا 2019 في أوكرانيا. في 18 مايو 2021، عزله البرلمان من منصب وزير.
}}</ref>